# Università del Cile
L'Università del Cile (in spagnolo Universidad de Chile) è una delle più antiche istituzioni universitarie delle due Americhe, ed è comunemente considerata non solo la più grande, ma anche una delle più prestigiose del paese.
Ha sede a Santiago del Cile e sovente, per far riferimento ad essa, si usa l'espressione Casa de Bello (ovvero La casa di Bello) in memoria del suo fondatore, nonché primo rettore, Andrés Bello.

## Storia
La fondazione dell'università risale al 19 novembre 1842 quando fu approvato il progetto di legge predisposto da Andrés Bello in seguito alla decisione, presa nell'anno precedente, dal ministro della pubblica istruzione, Manuel Montt, di dar vita ad una corporazione per il progresso e lo sviluppo delle scienze e degli studi umanistici.
L'università raccolse l'eredità della Universidad de San Felipe, che era a sua volta erede della Universidad de Santo Tomás fondata nel 1622. L'apertura ufficiale ebbe luogo il 17 settembre 1843.
Inizialmente erano state istituite 5 facoltà:
- Studi umanistici e Filosofia
- Matematica, Scienze e Fisica
- Giurisprudenza e Scienze Politiche
- Medicina
- Teologia (soppressa nel 1927 in seguito alla separazione tra Stato e Chiesa)

## Facoltà
Attualmente le facoltà sono quattordici:
- Agronomia, su agronomia.uchile.cl.
- Architettura e Urbanistica, su fau.uchile.cl.
- Arte, su artes.uchile.cl.
- Chimica e Farmaceutica, su quimica.uchile.cl.
- Giurisprudenza, su derecho.uchile.cl.
- Economia e Commercio, su fen.uchile.cl.
- Filosofia e Studi Umanistici, su filosofia.uchile.cl.
- Fisica e Matematica, su ingenieria.uchile.cl.
- Medicina, su med.uchile.cl.
- Odontoiatra, su odontologia.uchile.cl.
- Scienze, su ciencias.uchile.cl.
- Scienze Forestali e della Conservazione della Natura [collegamento interrotto], su forestales.uchile.cl.
- Scienze Sociali, su facso.uchile.cl.
- Veterinaria, su veterinaria.uchile.cl.